# Vestès

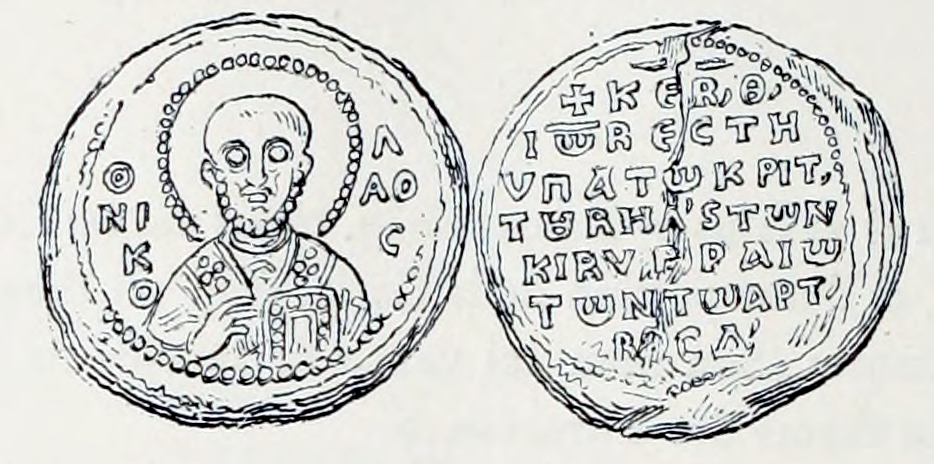
Sceau d'Ioannes Artabasdos, vestès, hypatos, kritès du Velon et des Cibyrrhéotes

Le vestès (en grec : βέστης, vestēs ; au pluriel : vestai) est un titre de cour byzantin aux Xe et XIe siècles.

## Histoire
Étymologiquement, le terme est à rattacher au vestiarion, la garde-robe impériale. Toutefois, malgré des tentatives plus anciennes (Louis Bréhier) de relier les vestai et le titre de vestarque (le chef de la classe des vestai) aux fonctions du vestiarion, aucune relation ne semble avoir existé,. 
Le titre est mentionné pour la première fois lors du règne de l'empereur Jean Ier Tzimiskès (969-976). Il est alors détenu par Nicéphore Phocas, le fils du curopalate Léon Phocas le Jeune. Le titre reste élevé dans la hiérarchie impériale byzantine tout au long du XIe siècle, et il est souvent combiné avec le titre de magistros et récompense d'importants généraux dont Isaac Comnène, alors qu'il est stratopédarque d'Orient, Léon Tornikios ou Nicéphore Botaniatès alors qu'il est doux d'Édesse et d'Antioche,. Le Taktikon de l'Escorial, une liste d'offices et de titres de cour ainsi que leur préséance compilée dans les années 970, distingue les vestai barbus, qui détiennent aussi les titres de patrice et de magistros, des vestai eunuques, qui détiennent le titre de praipositos.
En même temps que d'autres titres, celui de vestès décline vers la fin du XIe siècle alors qu'il est mentionné comme étant détenu par des personnages de rangs plus modestes. Pour faire face à cette dévaluation, le titre de prôtovestès (en grec : πρωτοβέστης, soit « premier des vestès ») apparaît à cette époque. Toutefois, les deux titres ne semblent pas avoir survécu au règne d'Alexis Ier Comnène (1081-1118).